# Red Orb Entertainment
A Red Orb Entertainment foi uma divisão da empresa de softwares Brøderbund, criada para comercializar os seus títulos de jogos eletrônicos, distinguindo-os da consideravelmente grande lista de títulos de edutainment, que foram comercializados para escolas. O nome da divisão vem das seis primeiras letras de "Broderbund", que quando invertido resulta em "Redorb".

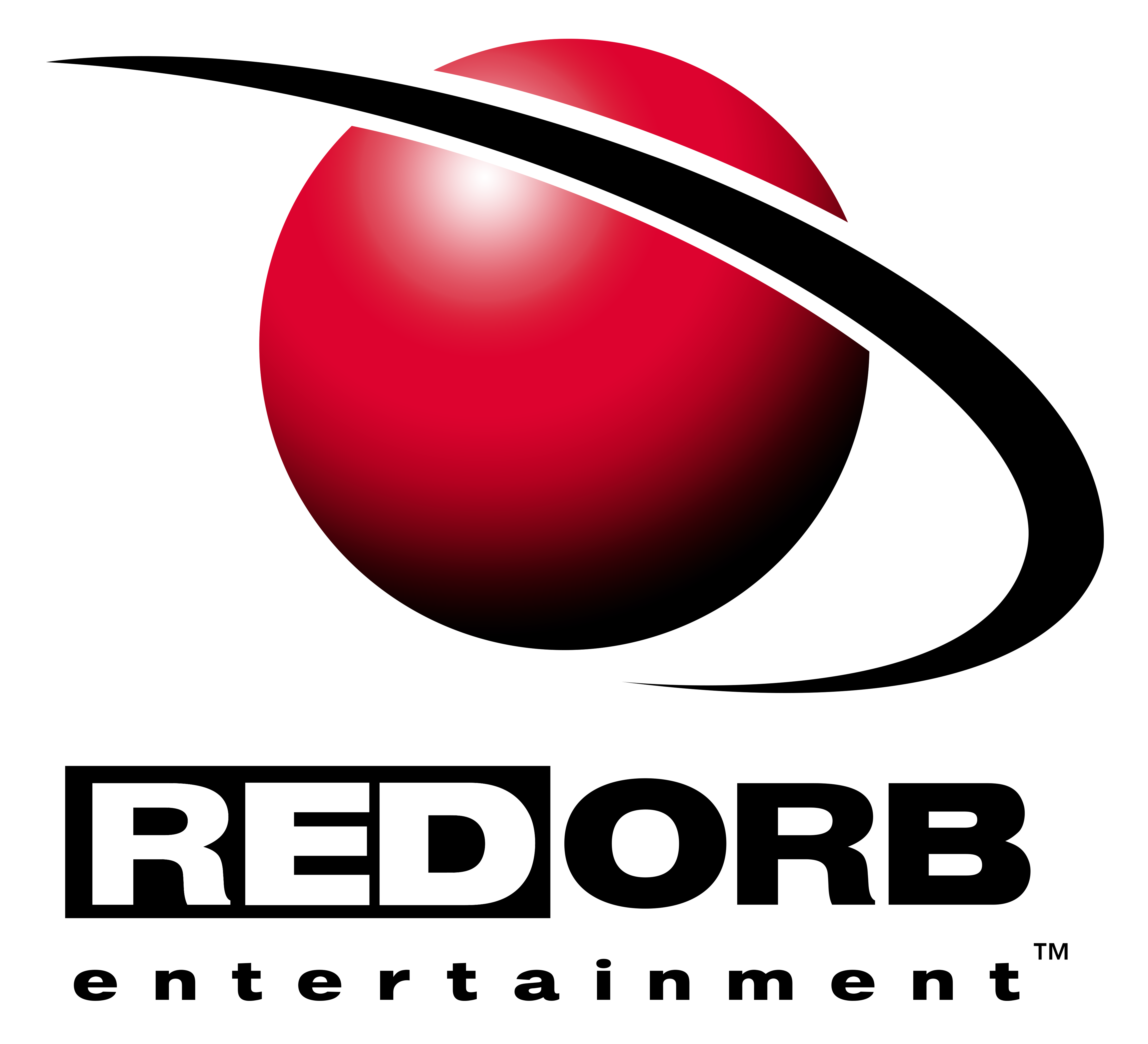
Logomarca

## Títulos publicados
A Red Orb Entertainment já publicou vários jogos no fim da década de 1990, incluindo:
- The Journeyman Project 3: Legacy of Time
- Trilogia The Journeyman Project
- Prince of Persia 3D
- Ring: The Legend of the Nibelungen
- Riven
- Soul Fighter
- Take No Prisoners
- WarBreeds
- Warlords III: Darklords Rising
- Warlords III: Reign of Heroes